# Eurytoma robusta
Eurytoma robusta är en stekelart som beskrevs av Mayr 1878. Eurytoma robusta ingår i släktet Eurytoma och familjen kragglanssteklar. Inga underarter finns listade i Catalogue of Life.